# Coleochloa pallidior
Coleochloa pallidior är en halvgräsart som beskrevs av Ernest Nelmes. Coleochloa pallidior ingår i släktet Coleochloa, och familjen halvgräs. Inga underarter finns listade i Catalogue of Life.